# أنتوني تونكين
أنتوني تونكين (بالإنجليزية: Anthony Tonkin) هو لاعب كرة قدم بريطاني في مركز الدفاع، ولد في 17 يناير 1980 في بينزانس في المملكة المتحدة. لعب مع أكسفورد يونايتد وستوكبورت كونتي وفوريست غرين وكامبريدج يونايتد ونادي ألدرشوت تاون ونادي كرو ألكساندرا ويوفل تاون.

## وصلات خارجية
- أنتوني تونكين على موقع قاعدة بيانات كرة القدم.إي يو (الإنجليزية)
- أنتوني تونكين على موقع Soccerbase.com (لاعب) (الإنجليزية)